# 日本女子体育連盟
公益社団法人日本女子体育連盟（にほんじょしたいいくめんめい、英: Japan Association of Physical Education for Women）は、女性の視点から学校体育及び生涯スポーツの普及と振興を行っている公益法人。公益財団法人日本スポーツ協会及び国際女子体育連盟に加盟している。また、日本学術会議協力学術研究団体でもある。

## 沿革
- 1954年8月5日 - 日本女子体育連盟発会
- 1957年 - 国際女子体育連盟へ加入
- 1968年11月15日 - 社団法人化（文部省所管）
- 2013年4月1日 - 公益社団法人化

## 主たる事業
- 全国女子体育研究大会、関連研究プロジェクト
- サマーセミナー、未来世代の研究発表会、ブロックセミナー、｢ダンスムーブメント指導員｣資格認定講習会
- 『女子体育』編集・発行、『学術研究』編集・発行
- 全日本高校・大学ダンスフェスティバル、国際的な研究交流事業
- 顕彰事業

## 加盟団体
- 北海道女子体育連盟など、各都道府県女子体育連盟が組織されている[1]。